# 国際連合安全保障理事会決議183
国際連合安全保障理事会決議183（こくさいれんごうあんぜんほしょうりじかいけつぎ183、英語: United Nations Security Council Resolution 183、UNSCR183）は、1963年12月11日に国際連合安全保障理事会で採択された決議である。
国連事務総長がポルトガル代表とアフリカの各植民地代表との会合を設定したが、失敗に終わった。この決議において国連安保理は、ポルトガルが全ての政治犯に恩赦を与えたことを誠意の表れとして受け入れつつ、ポルトガルが植民地の解放に失敗したことを改めて非難した。
フランスが決議の採択を棄権し、残りの10か国の賛成により決議は採択された。